# Volnsberg
Volnsberg ist ein Stadtteil der Großstadt Siegen.

## Geografie
Volnsberg liegt im Tal des Großen Mühlenbachs, einem Zufluss des Breitenbachs auf zwischen 330 und 400 m Höhe. Höchste Erhebung in der Gemarkung ist der Rabenhain mit 465 m ü. NHN Höhe. Nachbarorte von Volnsberg sind Dreis-Tiefenbach im Norden, Breitenbach im Osten, Feuersbach im Südosten, Kaan-Marienborn im Süden und Bürbach im Westen.

## Geschichte
Volnsberg wurde im Jahr 1404 erstmals urkundlich erwähnt.
In Volnsberg gab es einige Gruben. Die meisten unter ihnen waren jedoch nach kurzer Betriebszeit wieder stillgelegt. Unter ihnen war die Grube Friedrichssegen, die am 30. Juli 1872 gemutet und bereits 1875 wieder aufgegeben wurde. Die Gruben Hermannsfreude (1918) und Schöne Aussicht (1884) wurden bereits im Mutungsjahr wieder geschlossen. Am längsten hielt sich die Grube Kupferquellersegen, die bereits am 22. April 1856 verliehen und noch bis 1930 betrieben wurde. 1949 wurde als letzte Grube im Ort Luise stillgelegt. Sie war erst 1925 neu verliehen worden und förderte Dachschiefer.
Volnsberg gehörte dem ehemaligen Amt Weidenau an und wurde am 1. Juli 1966 im Zuge der kommunalen Neugliederung ein Stadtteil von Siegen.

### Einwohnerzahlen

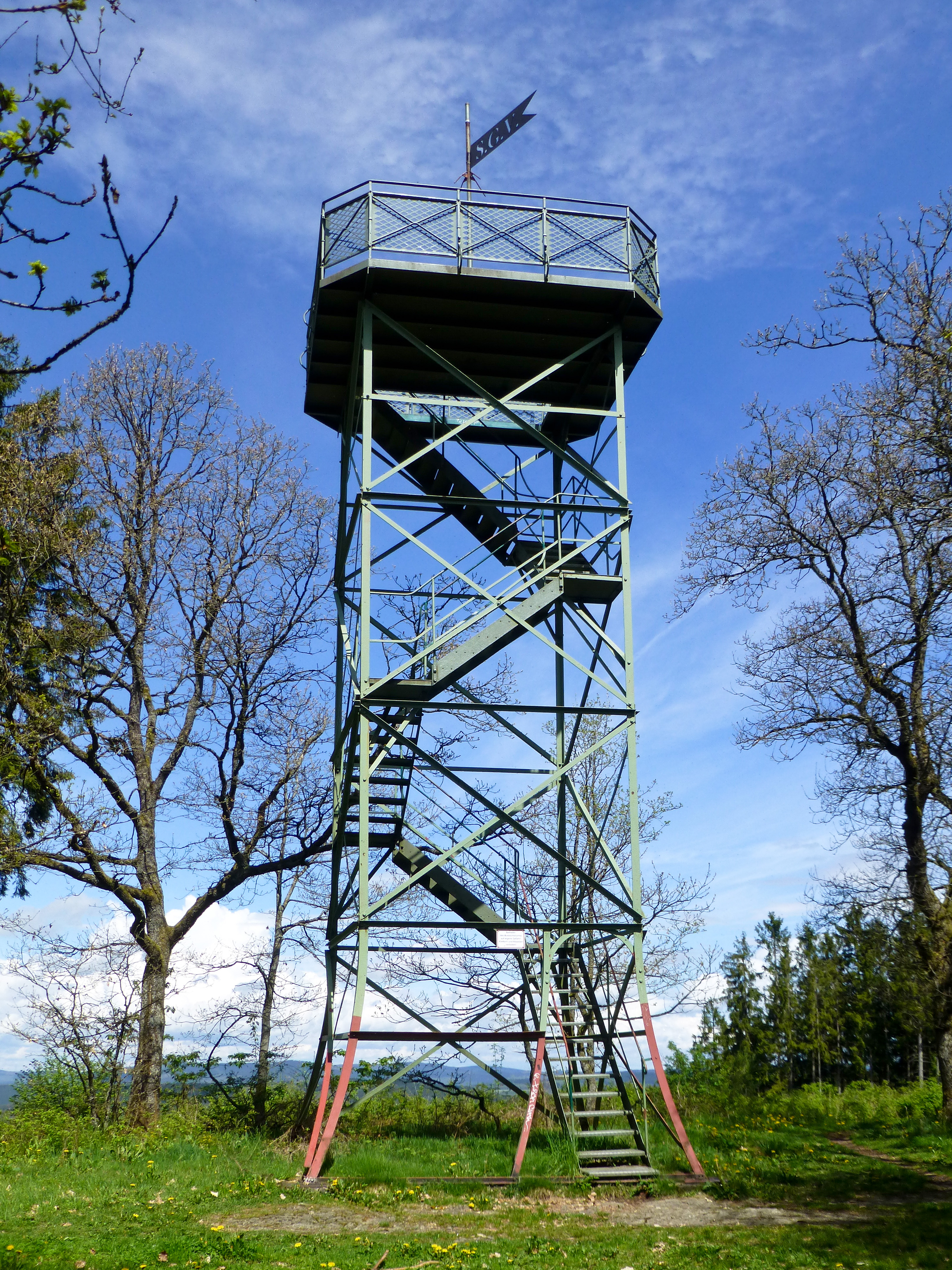
Rabenhainturm nördlich von Volnsberg

Einwohnerzahlen des Ortes:
| Jahr | Einwohner |
| ---- | --------- |
| 1818 | 108       |
| 1885 | 122       |
| 1895 | 116       |
| 1905 | 117       |
| 1910 | 116       |
| 1925 | 114       |

| Jahr | Einwohner |
| ---- | --------- |
| 1933 | 102       |
| 1939 | 112       |
| 1950 | 130       |
| 1961 | 148       |
| 1965 | 179       |
| 1994 | 283       |

| Jahr | Einwohner |
| ---- | --------- |
| 2004 | 258       |
| 2006 | 259       |
| 2008 | 260       |
| 2009 | 263       |
| 2010 | 247       |
| 2011 | 251       |

| Jahr | Einwohner |
| ---- | --------- |
| 2012 | 246       |
| 2013 | 242       |
| 2014 | 236       |
| 2015 | 239       |
| 2016 | 232       |

## Sehenswürdigkeiten
Auf dem Rabenhain nördlich des Ortes steht ein Aussichtsturm des Sauerländischen Gebirgsvereins. Eingeweiht wurde er am 28. Juni 1896. Der denkmalgeschützte Rabenhainturm ist 11 m hoch und besteht aus Stahlfachwerk.